# Stick Style

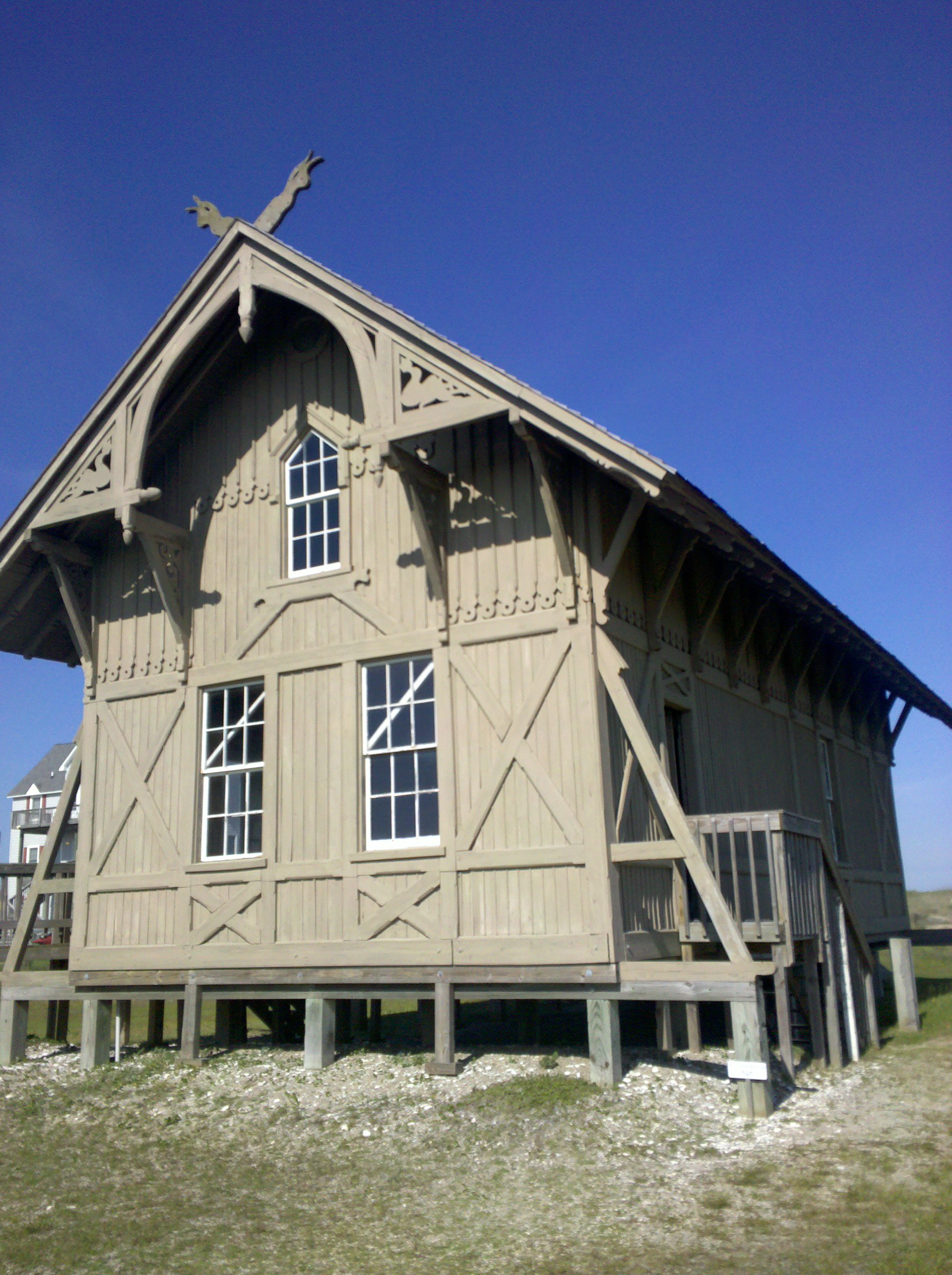
The 1874 Chicamacomico Life-Saving Station, Rodanthe, North Carolina. Bemerkenswert sind die ausgeprägten Fachwerkelemente und sichtbar verbauten Vertikal-Balken.

Der Stick style ist ein US-amerikanischer Architekturstil. Er erreichte seine weiteste Verbreitung im letzten Viertel des 19. Jahrhunderts und ist je nach Ort seiner Entwicklung leicht unterschiedlich ausgeprägt. Er bildet den Übergang zwischen dem Carpenter-Gothic-Stil der Mitte des 19. Jahrhunderts und dem Queen-Anne-Stil, welcher sich in den 1890ern entwickelte.
Der Architekturstil erhält seinen Namen von dem "stickwork" (overlay board strips= aufgesetzten Bretterrahmen) auf den Außenwänden, um ein vorspringendes Holzfachwerk darzustellen.

## Merkmale

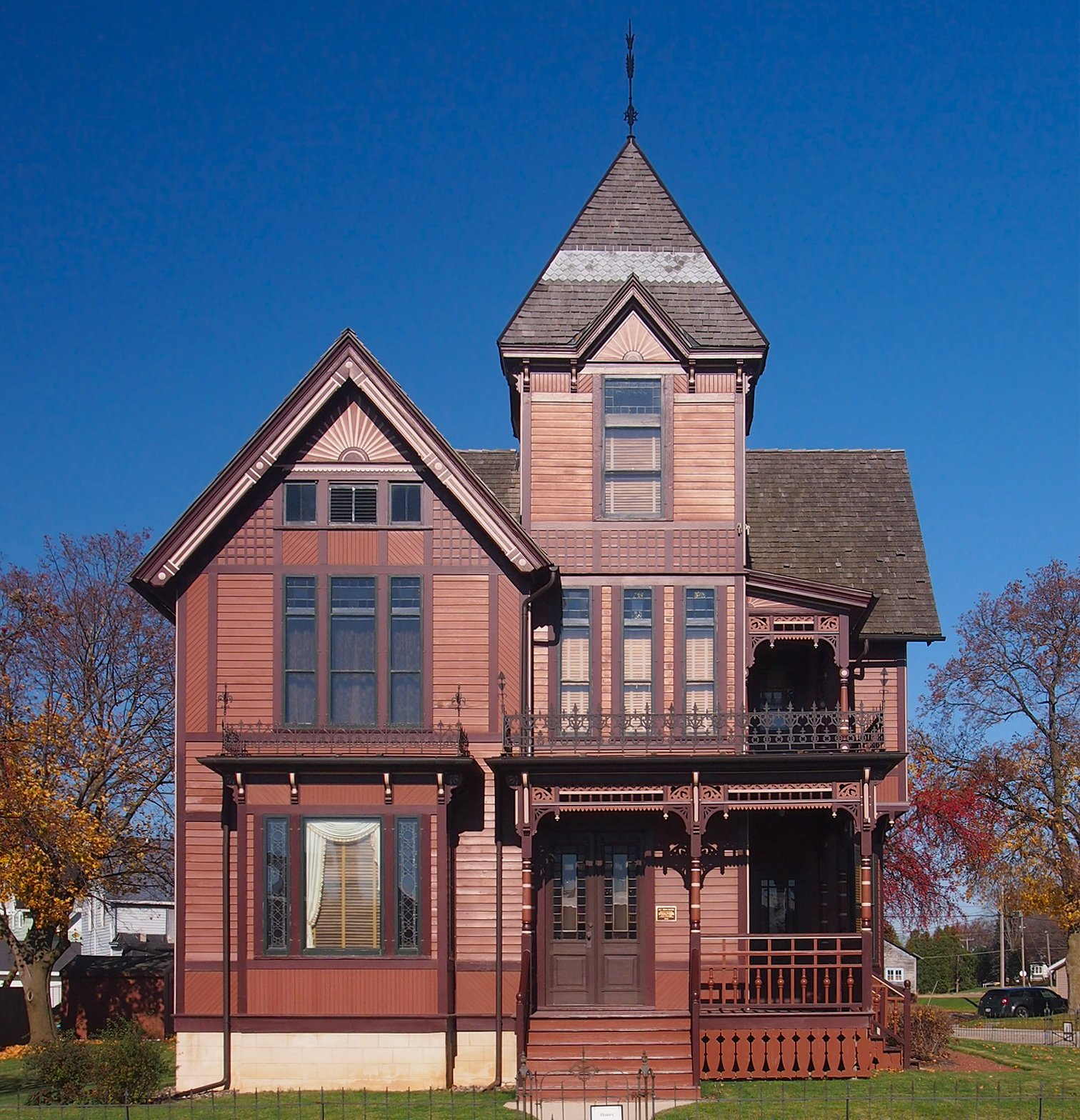
Das Herman C. Timm House in New Holstein, Wisconsin mit dunkel angestrichenem „stickwork“ zur Hervorhebung des Kontrasts.

Der Stil war eine Weiterentwicklung des Balloon Framing (Ständerbauweise), welches in der Mitte des Jahrhunderts Mode geworden war und vermittelte den Eindruck, als ob der ganze Bau aus Fachwerk bestünde, und zitierte diese Bauweise durch den Einsatz von einfachen Paneelen (plain trim boards), Soffiten, rahmenden Fensterdekorationen (aprons, Schürzen) und anderen dekorativen Elementen. Die Stick-style Architektur ist erkennbar an ihrer relativ einfachen Gebäudeform, die allerdings oft durch Fachwerkarbeiten an den Giebeln oder dekorative Schindeln akzentuiert wird.
Die Stickwork-Dekoration hat keine tragende Funktion, da nur schmale Planken oder dünne Brettchen über die vorhandene Stülpschalung gelegt wurde. Die Planken kreuzen gewöhnlich in rechtwinkliger Anordnung, manchmal auch diagonal, und erinnern an das Fachwerk mittelalterlicher Gebäude und speziell des Tudorstils.
Häufig wurde diese Bauweise für Privathäuser, Eisenbahnstationen, Rettungsschwimmer-Häuschen und andere Bauwerke der Epoche verwendet.
Der Stick Style hatte verschiedene Charakteristika gemeinsam mit dem später auftretenden Queen-Anne-Stil: in einander verschachtelte Dachflächen mit breiten Paneelen an den Ziegel-Kaminen, der umlaufenden Veranda, Spindel-Verzierungen, den „panelled“ (flächigen) Einteilungen der glatten Wand, den strahlenförmigen Spindel-Details an den Giebel-Gipfeln. Höchst stilisierte und dekorative Versionen dieser Bauart werden oft als Eastlake bezeichnet.

### Stick-Eastlake

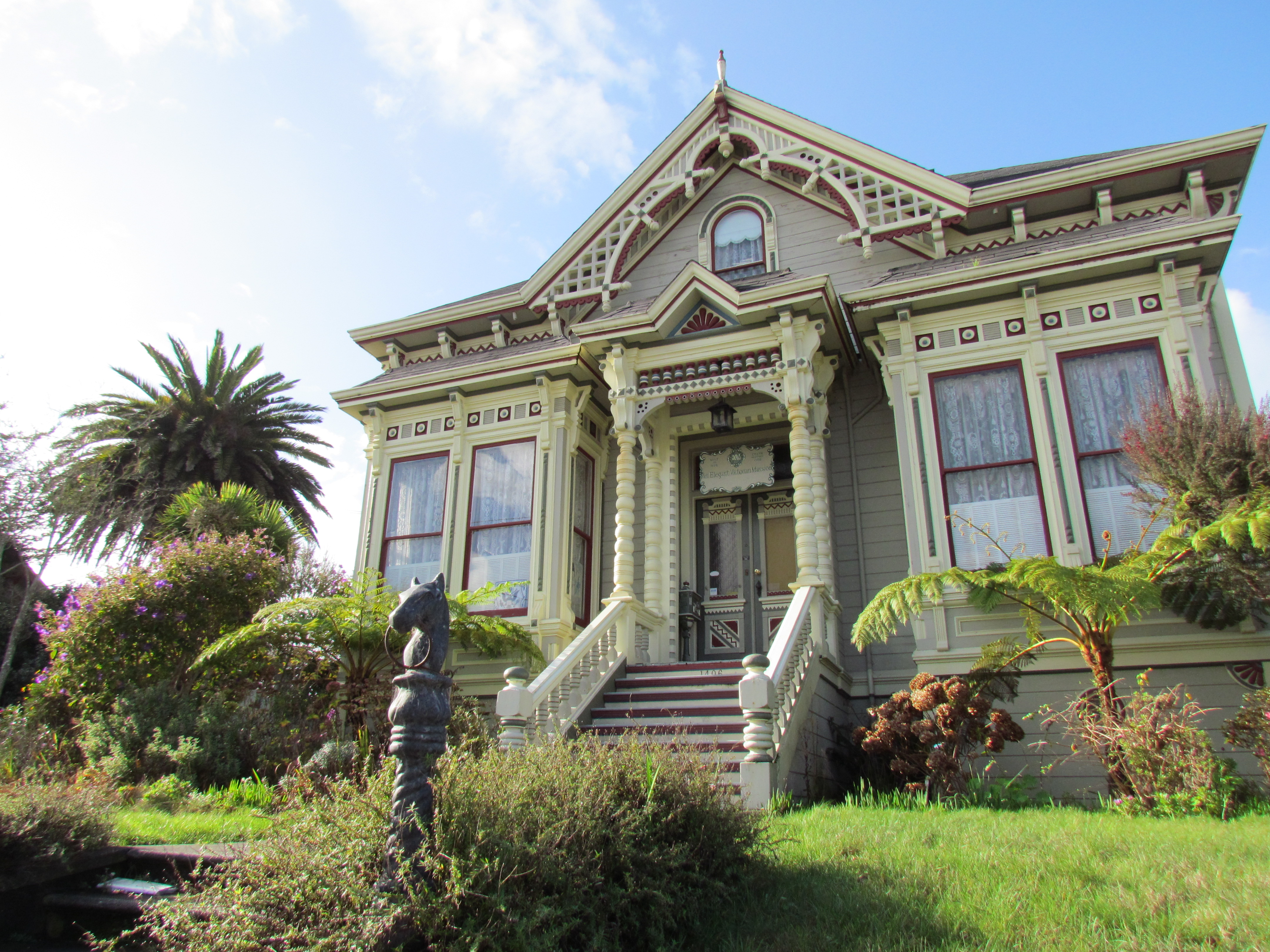
The William S. Clark House, ein Stick-Eastlake „Cottage“ in Eureka, Kalifornien.

Stick-Eastlake bezeichnet Gebäude des Eastlake Movement, welches auf Charles Eastlake zurückgeht. Sie sind gekennzeichnet durch eine Vielzahl von dekorativen Kunsthandwerk-Elementen an Stick-style-Gebäuden. Manchmal wird dieser Baustil auch als Victorian Stick bezeichnet. Stick-Eastlake war einigermaßen beliebt gegen Ende des 19. Jahrhunderts, aber es gibt nur wenige überkommene Beispiel im Verhältnis zu anderen beliebten Versionen der Victorianischen Architektur.
Ein völlig anderer Baustil des American Arts and Crafts Movements (American Craftsman design) wird nach seinem Erfinder Gustav Stickley oft als Stickley style bezeichnet.

## Beispiele
- Chatham Train Station, Chatham, Massachusetts
- Delaware and Hudson Railroad Passenger Station (Altamont Free Library), Altamont, New York[6]
- John N. A. Griswold House, Newport, Rhode Island
- Hinds House, Santa Cruz, Kalifornien
- Orfordville Depot, Orfordville, Wisconsin
- Emlen Physick Estate, Cape May, New Jersey
- John Reichert Farmhouse, Mequon, WI
- Swampscott Railroad Depot in Swampscott, MA
- Herman C. Timm House, New Holstein, WI
- Robert Dollar Mansion (Falkirk Cultural Center) in San Rafael, CA[7]
- Hereford Inlet Lighthouse, North Wildwood, NJ
- Point Fermin Lighthouse, San Pedro, CA
- Ladd Carriage House in Portland, Oregon